# Inawashiro-See
Inawashiro-See (japanisch 猪苗代湖, Inawashiro-ko) ist der viertgrößte Binnensee Japans.

## Geografie
Der See befindet sich auf einer Höhe von 514 m über dem Meeresspiegel südlich der Vulkangruppe Bandai auf der Insel Honshū und in der Präfektur Fukushima. Er ist etwa 103,2 km² groß, seine mittlere Tiefe beträgt 51,5 m. 
Am Ufer des Sees befinden sich die Städte Aizu-Wakamatsu, Kōriyama und Inawashiro.